# لودویگ میس فان در روهه
لودویگ میس فان در روهه (به آلمانی: Ludwig Mies van der Rohe)‏(۲۷ مارس ۱۸۸۶–۱۷ اوت ۱۹۶۹) معمار آلمانی-آمریکایی، و سومین مدیر باوهاوس از ۱۹۳۰ تا ۱۹۳۳ بود. همکاران و دانشجویان و دیگران معمولاً او را با نام خانوادگی او یعنی میس مورد خطاب قرار می‌دادند. از لودویگ میس فان در روهه، در کنار والتر گروپیوس و لو کوربوزیه به عنوان یکی از استادان پیشرو معماری مدرن یاد می شود. میس مانند بسیاری از معاصران خود به دنبال بنا نهادن یک سبک معماری بود که نمایانگر عصری جدید باشد درست مانند کاری که سبک‌های معماری کلاسیک و معماری گوتیک برای زمان خود انجام دادند. او یک سبک معماری قرن بیستمی تأثیرگذار را خلق کرد که دارای صراحت فراوان و سادگی بود. در ساختمان‌های کامل ساخته شده، او از مصالح جدیدی مانند فولاد صنعتی و صفحات شیشه‌ای برای تعریف فضاهای داخلی استفاده کرده‌است. او تلاش کرد که به سمت نوعی از معماری برود که دارای حداقل چارچوب ساختمانی باشد و دارای یک تعادل در مقابل آزادی ضمنی جریان آزاد فضاهای باز باشد. او ساختمان‌های خود را معماری «پوست و استخوان‌ها» می‌نامید. او در جستجوی یک روش منطقی بود که باعث هدایت فرایند خلاق طراحی معماری شود. او بخاطر استفاده از کلمات کوتاه «کمتر بیشتر است» و «خداوند در جزییات است» شهرت دارد.
وی در آمریکا و به‌خصوص در مؤسسه فناوری ایلینوی آمریکا آثار مهمی از خود بر جای گذاشت.

## اوایل دوره زندگی

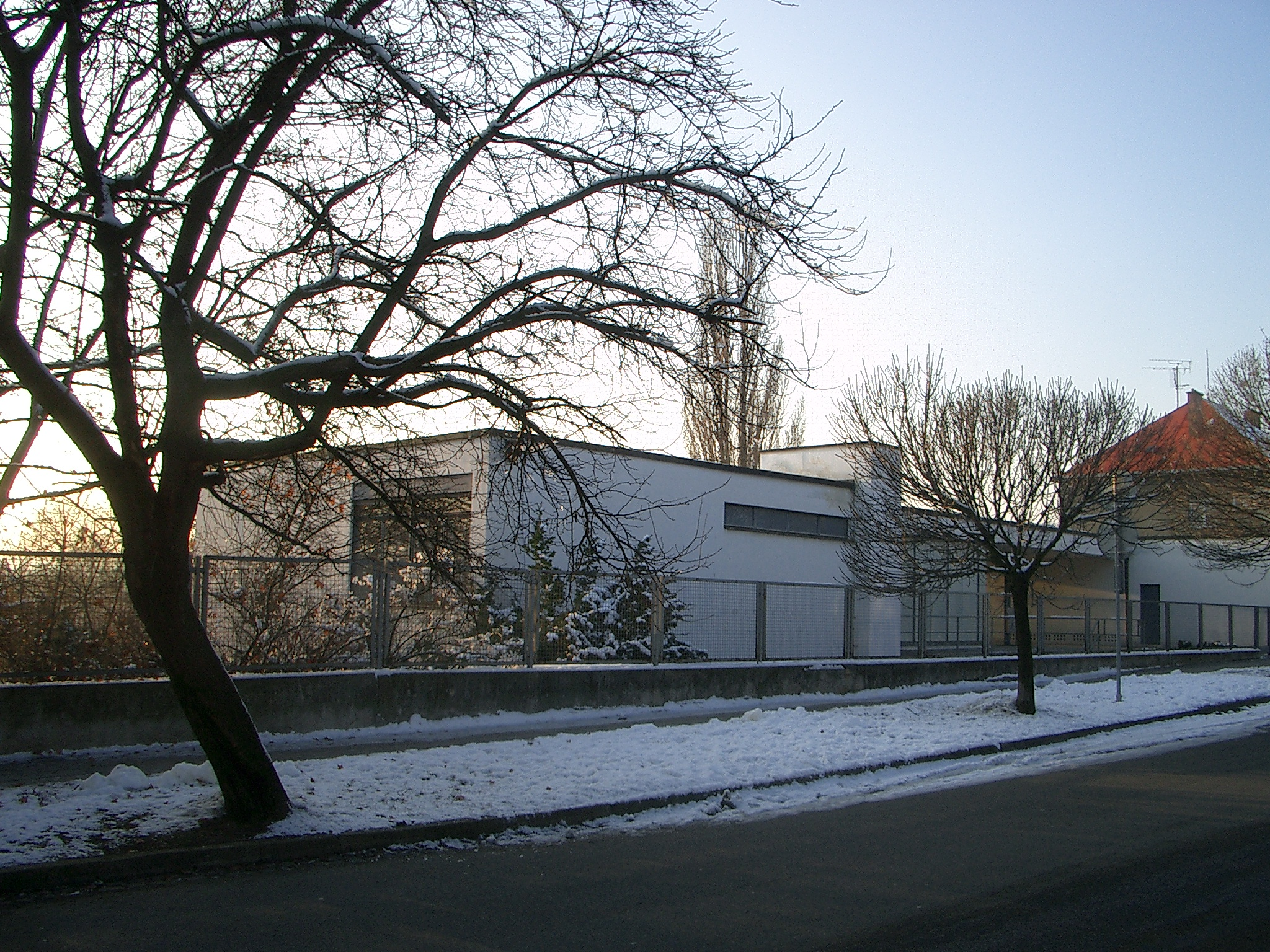
ویلای توگندهات که برای فریتز توگندهات و در سال ۱۹۳۰ ساخته شد، که در شهر برنو جمهوری چک امروزی قرار دارد.

میس پیش از شروع کار معماری در یک مغازهٔ حکاکی بر روی سنگ و چندین شرکت محلی طراحی داخلی کار کرد و سپس به برلین رفت و به دفتر طراح داخلی برونو پاول پیوست. او حرفه معماری خود را به عنوان یک کارآموز در کارگاه پیتر بهرنس و در سال ۱۹۰۸ میلادی آغاز کرد. میس تا ۱۹۱۲ در آنجا ماند و در معرض نظریه‌های رایج معماری و فرهنگ مترقی آلمان قرار گرفت. او در کنار والتر گروپیوس و لو کوربوزیه کار می‌کرد و همچنین به عنوان مدیر پروژه‌های ساختمانی سفارت امپراطوری آلمان در سن پترزبورگ تحت نظر پیتر بهرنس بود. استعداد او به سرعت شناخته شد و او با توجه به عدم تحصیلات رسمی دانشگاهی شروع به قرارداد بستن به صورت مستقل کرد. او کم گو، اهل مشاوره و از لحاظ جسمانی با ابهت بود. لودویگ میس برای بخشی از فرایند تبدیل سریع از یک پسر کاسب به یک معمار که با فرهنگ ممتاز برلین کار می‌کند، نام خانوادگی خود را تغییر داد و نام خانوادگی مادر خود (فان در روهه) که تأثیرگذارتر بود را برگزید. او کار مستقل و حرفه‌ای خود را با طراحی ساختمان‌های طبقات مرفه جامعه با سبک سنتی محلی آلمانی شروع کرد. او نسبت گسترده، نظم عناصر موزون و توجه به رابطه سازه‌های ساخته شده توسط انسان با طبیعت و ترکیب‌های سادهٔ حجم‌های مکعبی کارل فریدریش شینکل متعلق به سبک معماری نئو کلاسیک پروسی (Prussian Neo-Classical) در اوایل قرن ۱۹ را می‌پسندید، در صورتی که در آن دوره گلچین نبودن و درهم ریختگی سبک معماری کلاسیک به دلیل این که با عصر مدرن نامربوط است رایج بود.

## از سنت گرایی به نوگرایی (مدرنیسم)

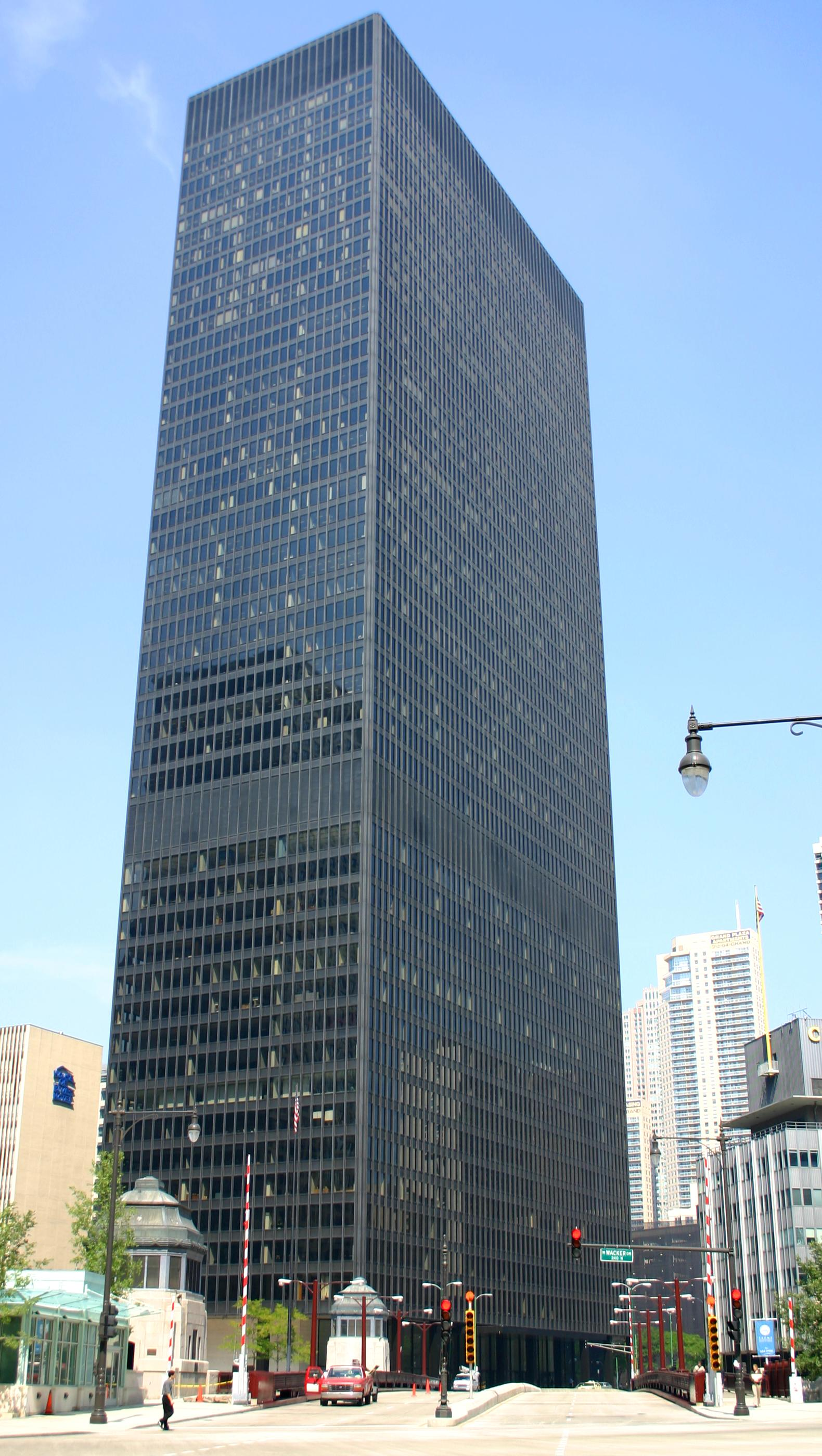
ساختمان آی. بی. ام پلازا، شیکاگو، ایلینوی

بعد از جنگ جهانی اول میس در حالی که هنوز کار طراحی خانه‌هایی با فرهنگ سنتی را انجام می‌داد، شروع به انجام به یک سری فعالیت‌های آزمایشی موازی در زمینه سبک بین‌المللی کرد و به همتایان پیش قراول خود در یک جستجوی طولانی ملحق شد تا یک سبک جدید را برای یک دموکراسی صنعتی جدید بیابد. نقاط ضعف سبک سنتی از اوایل قرن ۱۹ میلادی توسط تئوریسین‌ها مترقی مورد حمله قرار گرفته بود. بعد از جنگ جهانی اول انتقاد افزاینده آن‌ها از سبک‌های تاریخی اعتباری قابل توجه به‌دست آورد که بیشتر به عنوان شکست در سبک رهبری سلطنتی اروپا در نظر گرفته می‌شد.

## معنی و مفهوم
میس نه تنها برای ایجاد یک سبک معماری جدید بلکه برای ایجاد یک زبان معماری تازه که می‌توانست عصر جدید فناوری و تولید را به نمایش بگذارد یک مأموریت بی‌پایان و جاه طلبانه را دنبال می‌کرد. او درست مانند معماری گوتیک در عصر روح گرایی (spiritualism) نیاز به یک معماری پرمعنی را حس می‌کرد که هماهنگ با دوران او باشد. او یک فرایند طراحی منظم را با استفاده از اندیشه‌های منطقی برای رسیدن به اهداف معنوی خود به کار برد. او معتقد بود که پیکربندی و نظم هر جزء معماری باید به یک بیان پیوسته (unified expression) کمک کند. میس با دقت شروع به مطالعه فیلسوفان و اندیشمندان بزرگ گذشته و حال کرد تا بتواند درک خود را از کیفیت و طبیعت عصری که در آن زندگی می‌کند را افزایش دهد. میس احتمالاً بیشتر از هر پیشرو دیگری در زمینه نوگرایی (مدرنیسم) از فلسفه به عنوان پایهٔ کارهای خود استفاده کرده‌است. معماری میس با سطح بالایی از انتزاع ساخته می‌شد و توصیفات عمومی او از کارهایش فضای بیشتری را برای تفسیر باز می‌گذاشت. با این حال ساختمان‌های او ممکن است بسیار ساده و مستقیم به نظر آیند.

## مهاجرت به ایالات متحده

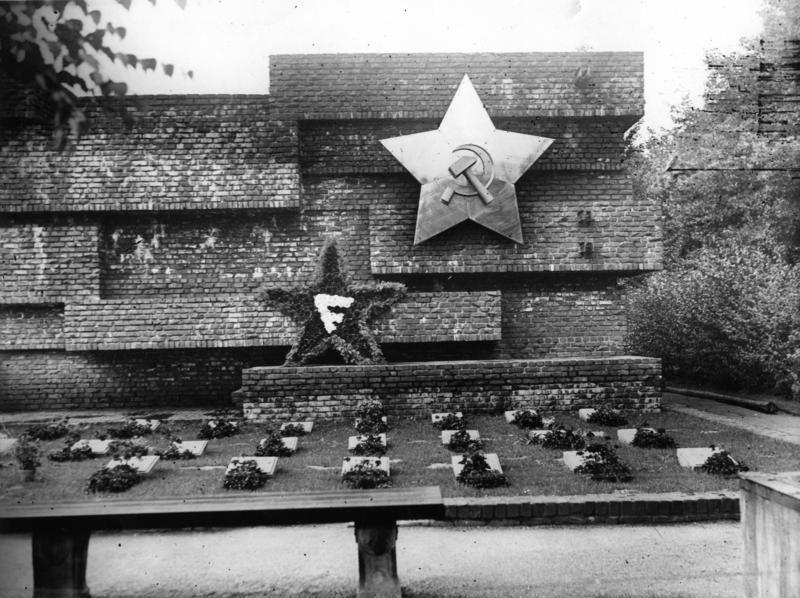
A یادواره‌ای برای رهبران اتحادیه اسپارتاکیست، کارل لیبکنشت و رزا لوکزامبورگ، به سفارش ادوارد فوکس،رئیس حزب کمونیست آلمان، طراحی شده توسط لودیگ فان در روهه و ساخته شده توسط ویلهلم پیک، پرده برداری شده در ۱۳ ژوئن ۱۹۲۶ که بعدها توسط نازی‌ها تخریب شد.

موقعیت‌های کاری او پس از سال ۱۹۲۹ رو به کاهش نهاد، در اوایل دههٔ ۱۹۳۰ میس مدت کوتاهی را به درخواست همکار و رقیبش والتر گروپیوس به عنوان آخرین مدیر باوهاوس که بی‌ثبات بود خدمت کرد. بعد از ۱۹۳۳ فشار سیاسی حزب نازی میس را مجبور کرد تا مدرسه را که با بودجه دولت اداره می‌شد ببندد. او در این سال‌ها ساختمان‌های بسیار کمی ساخت (یکی از کارهای او آپارتمان فیلیپ جانسون در نیویورک بود). سبک او از طرف نازی‌ها به این عنوان که «آلمانی» نیست، رد می‌شد. او ناامید و ناراحت و البته با بی‌میلی وطن خود را در سال ۱۹۳۷ ترک کرد زیرا می‌دید که فرصت‌های او برای ساختن ساختمان به صفر می‌رسند. او پروژه یک ساختمان مسکونی در وایومینگ ایالات متحده را قبول کرد و بعد از آن پیشنهاد ریاست یک دانشکده معماری در شیکاگو، ایلینوی را پذیرفت.

## حرفه او در ایالات متحده
میس در شیکاگو، ایلینوی ساکن شد جایی که او به عنوان رئیس دانشکده معماری دانشگاهی که بعدها به مؤسسه فناوری ایلینوی تغییر نام داد، انتخاب شده بود. یکی از فواید قبول کردن این موقعیت آن بود که او می‌توانست کار طراحی ساختمان‌های جدید و همچنین نقشه کلی (master plan) محوطه دانشگاه را انجام دهد. تمام ساختمان‌های او که در دانشگاه انجام شده‌اند هم‌اکنون نیز پابرجا هستند.

## سبک های فعالیت میس فان در روهه
میس در طی سال‌های فعالیت خود در سبک‌ها متنوعی صاحب نظر بود. برای مثال سبک‌های:
- مدرن
- بین الملل
- مینیمال

## شناخته ترین آثار میس فان در روهه
- خانه فارنزورث

- مرکز تورنتو-دومینیون

- ساختمان سیگرام

- پاویون بارسلونا

- ویلا توگندهات

## نگارخانه

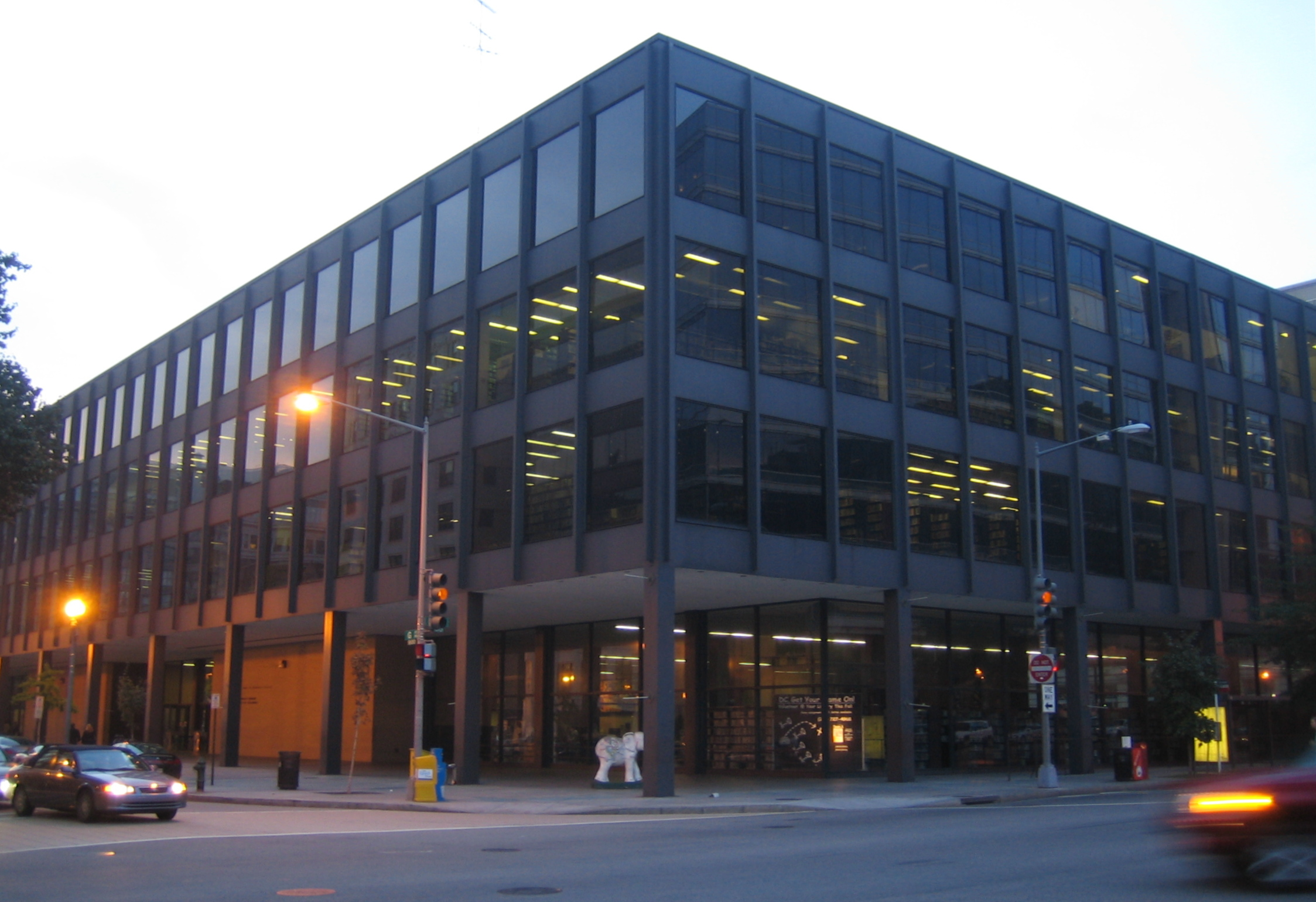
کتابخانه یادبود مارتین لوتر کینگ جونیور، واشینگتن.
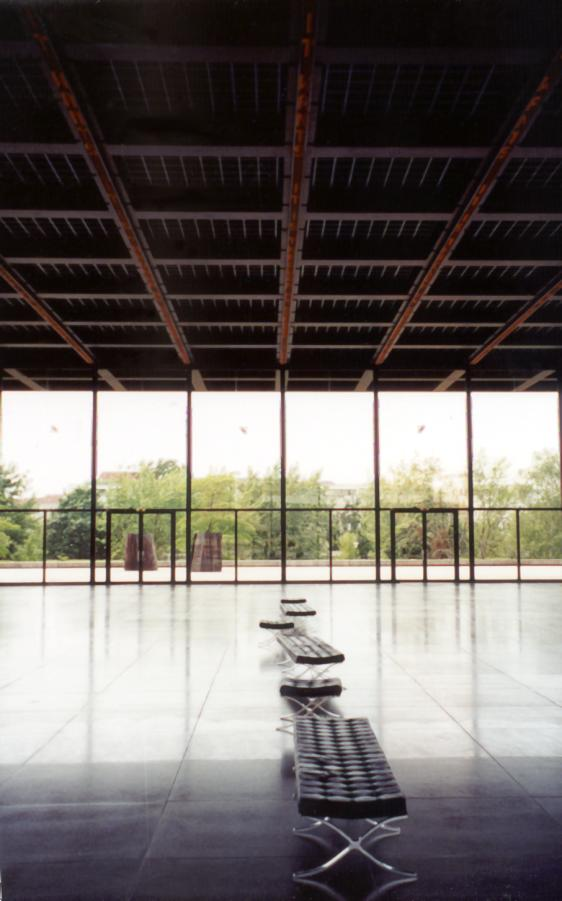
ورودی موزه Neue Nationalgalerie در برلین، آلمان
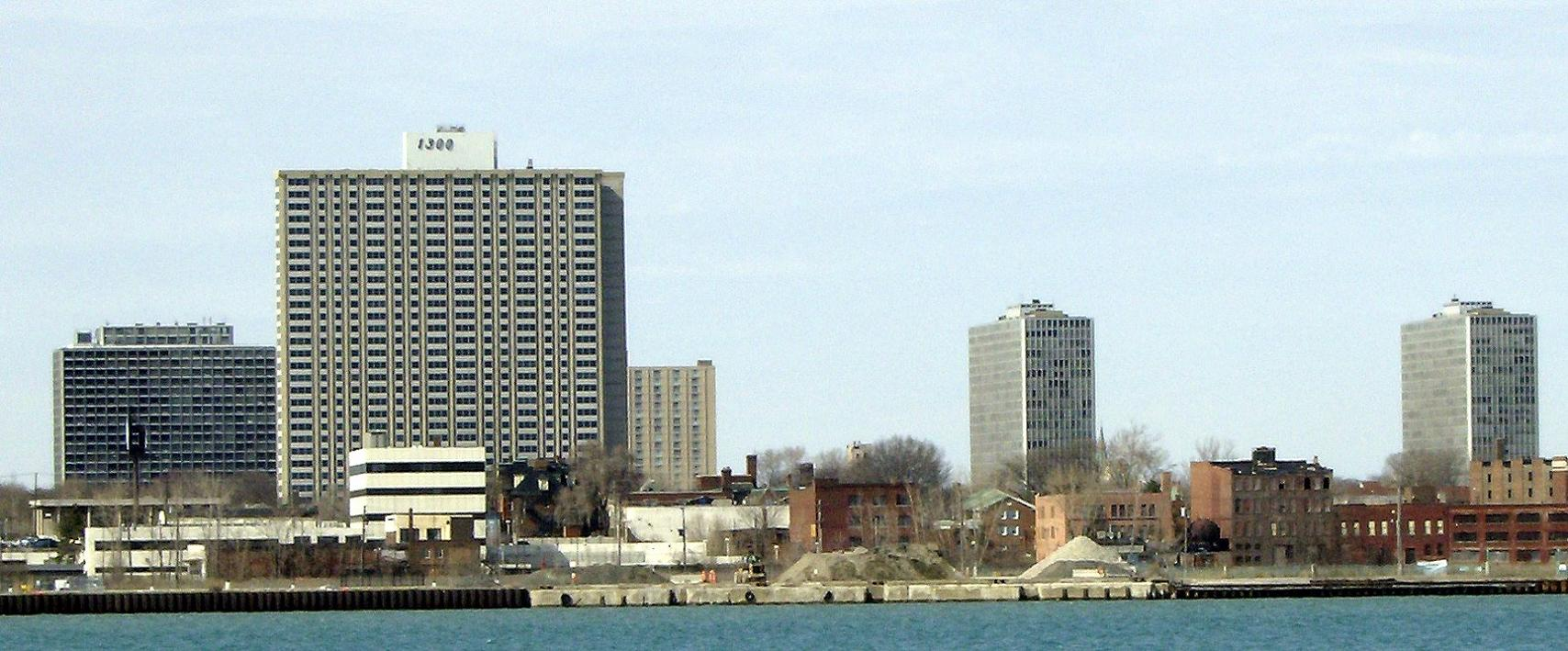
لافایت پارک، دیترویت is on the U.S. اداره ملی ثبت اماکن تاریخی
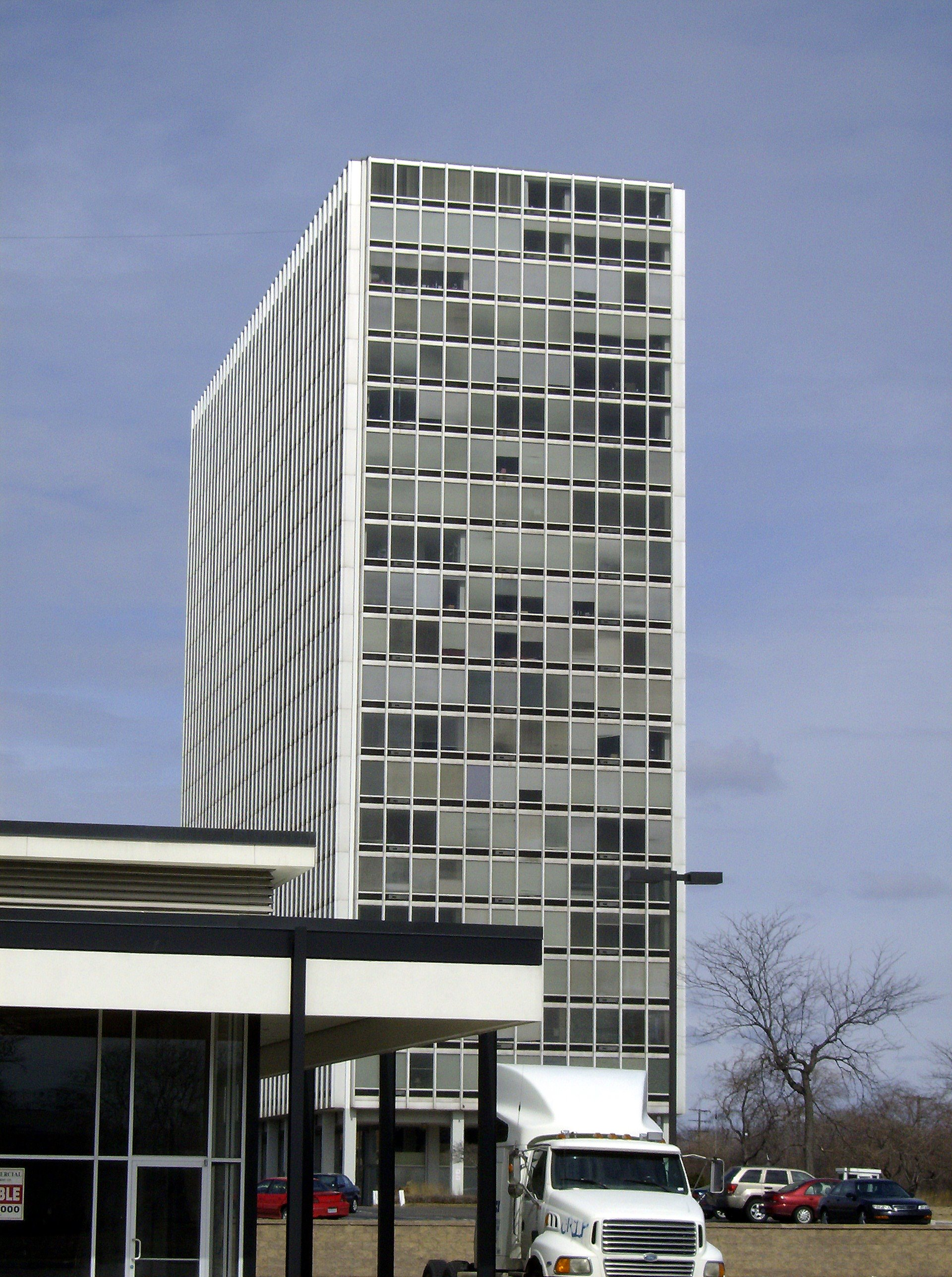
برج‌های لافایت Apartments East، دیترویت.
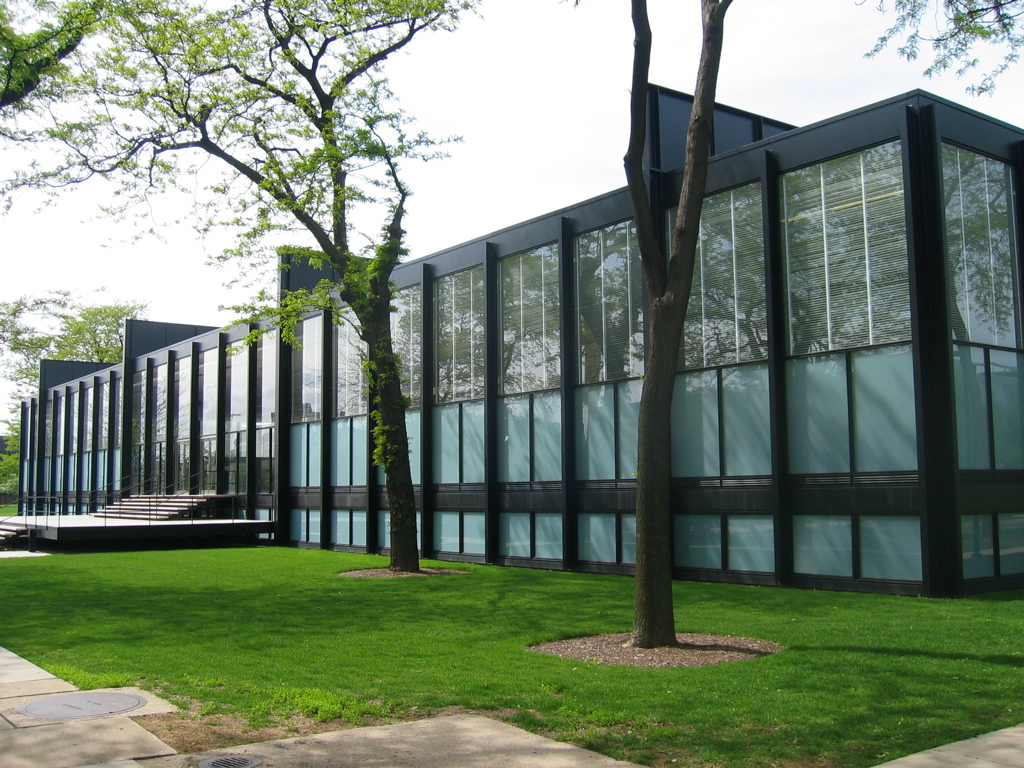
S.R. Crown Hall on the campus of the مؤسسه فناوری ایلینوی is a National Historic Landmark
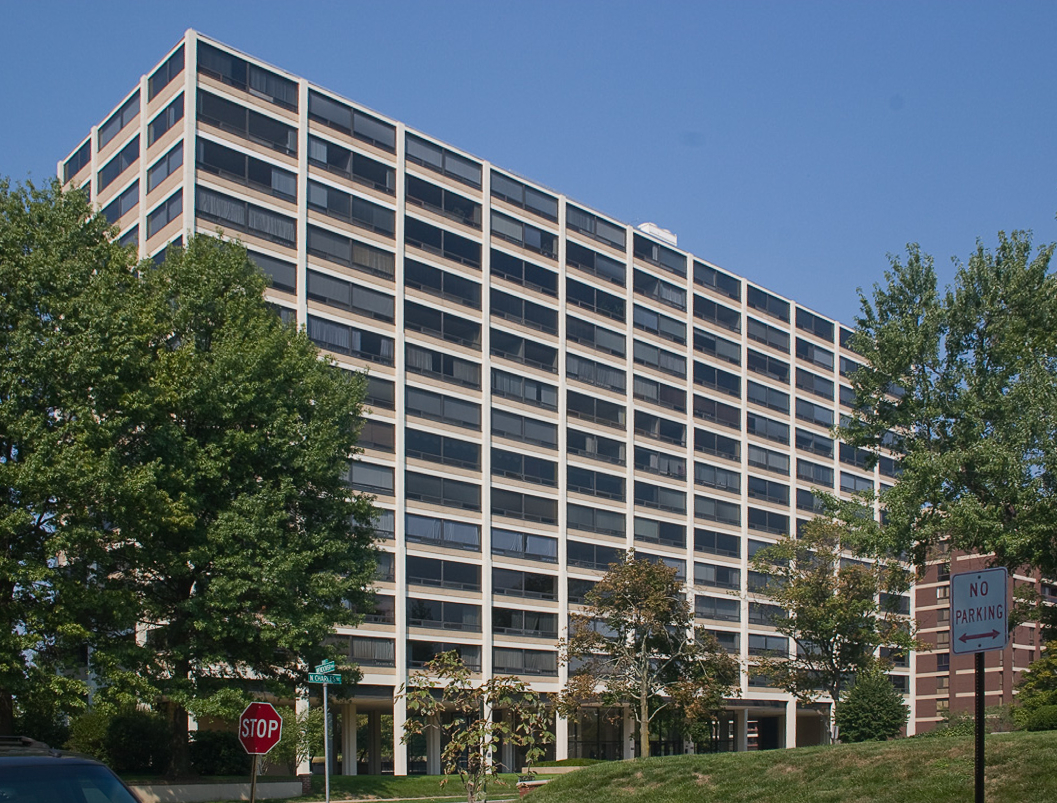
Highfield House، بالتیمور
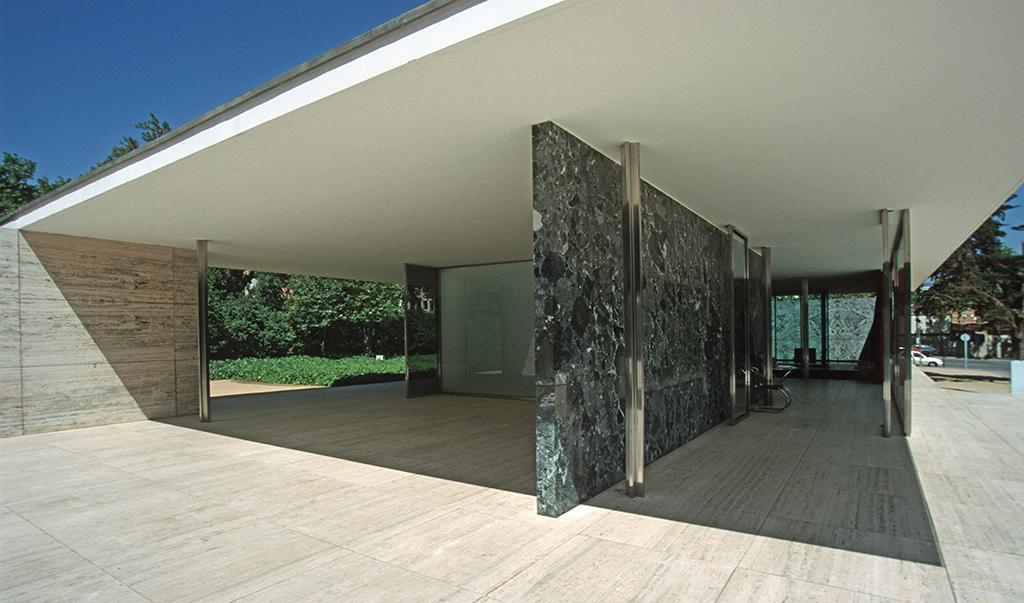
پاویون بارسلونا (بازسازی شده)
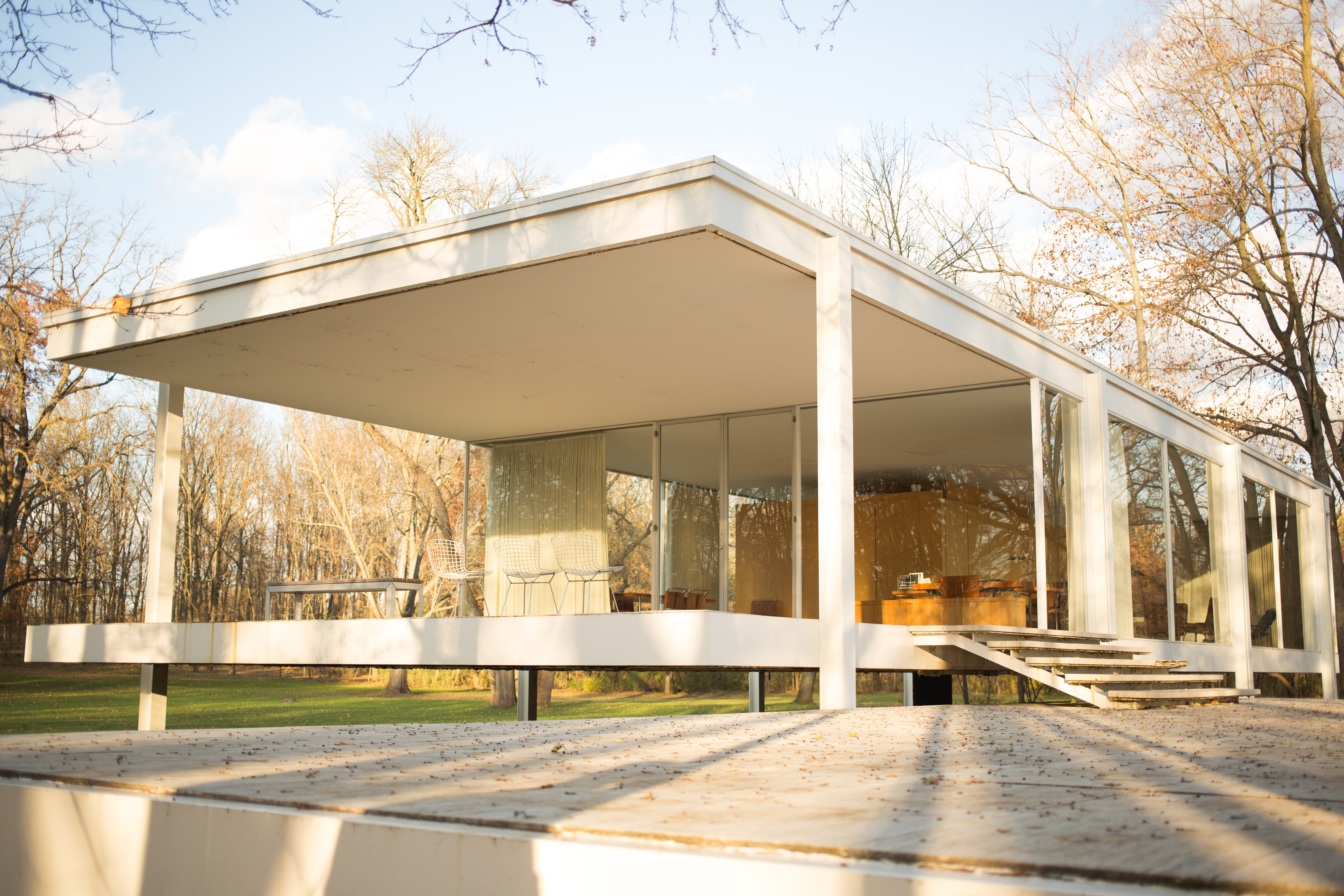
خانه فارنزورث